# Yana Robin La Baume
Yana Robin La Baume (* 9. Mai 1989 in Hamburg) ist eine deutsche Schauspielerin.

## Leben
Yana Robin La Baume wurde als älteste von sechs Töchtern in eine Hamburger Familie geboren. Seit ihrer frühesten Kindheit spielte sie mit dem Gedanken Schauspielerin zu werden. In ihrer Schulzeit war sie bereits aktives Mitglied in der Theater Jugend Hamburg e. V. Nach dem Abitur und einem zweisemestrigen Studium der Kunstgeschichte an der Universität Hamburg wechselte sie schließlich in das Schauspielfach mit dem Schwerpunkt Darstellendes Spiel an die Hochschule für Musik und Darstellende Kunst Stuttgart. Ihr Schauspielstudium beendete sie 2014 erfolgreich. In der Spielzeit von 2013 und 2014 wurde sie für das Schauspielstudio am Theater Freiburg engagiert, bevor sie von 2014 bis 2019 festes Ensemblemitglied am Staatstheater Darmstadt war. 2019 kehrte sie in ihre Heimatstadt zurück, in der sie neben ihrer Gastengagements als freie Schauspielerin an den Theatern in Münster, Heidelberg, München und Göttingen als Dozentin an einer Schauspielschule tätig ist.

## Filmografie
- 2018: Der Staatsanwalt: Abrechnung in Blut (Fernsehserie, Regie: Ayşe Polat)
- 2018: Tatort: Falscher Hase (Fernsehfilm, Regie: Emily Atef)
- 2019: SOKO Wismar: Tod im Robbenbecken (Fernsehserie, Regie: Oren Schmuckler)
- 2023: Tatort: Dein gutes Recht (Fernsehfilm, Regie: Martin Eigler)

## Theater (Auswahl)
- 2012: William Shakespeare: Was ihr wollt (Gräfin Olivia) – Regie: Samuel Weiss (Wilhelma-Theater, Stuttgart)
- 2014: Michael Ende: Momo (Grauer Herr) – Regie: Daniel Wahl (Theater Freiburg)
- 2014: Federico Fellini: Schiff der Träume (Kronprinz) – Regie: Uli Jäckle (Theater Freiburg)
- 2014: Heinrich von Kleist: Penthesilea (Meroe) – Regie: Simone Blattner (Staatstheater Darmstadt)
- 2014: Jakob Suske und Maria Ursprung: Paradies. Spiel mir das Lied vom Anfang (Eva) – Regie: Maria Ursprung (Staatstheater Darmstadt)
- 2015: Gerdt von Bassewitz: Peterchens Mondfahrt (Annchen) – Regie: Michael Götz (Staatstheater Darmstadt)
- 2015: Brigitte und Niklaus Helbling: Geld und Gott (Josefine) – Regie: Steffen Klewar (Staatstheater Darmstadt)
- 2015: Michel Decar und Jakob Nolte: Das Tierreich (Britta, Vincent, Babet) – Regie: Laura Linnenbaum (Staatstheater Darmstadt)
- 2016: Virginia Woolf: Orlando (Sasha) – Regie: Lily Sykes (Staatstheater Darmstadt)
- 2016: Jonas Hassen Khemiri: Invasion! (C*) – Regie: Michael Götz (Staatstheater Darmstadt)
- 2016–2019: Johann Wolfgang von Goethe: Faust. Der Tragödie erster Teil (Marthe, Hexe) – Regie: Bettina Bruinier (Staatstheater Darmstadt)
- 2017: Kurt Held: Die rote Zora und ihre Bande (Zora) – Regie: Ulf Goerke (Staatstheater Darmstadt)
- 2017: Albert Camus: Caligula (Scipio) – Regie: Christoph Mehler (Staatstheater Darmstadt)
- 2017: Bov Bjerg: Auerhaus (Vera) – Regie: Nike-Marie Steinbach (Staatstheater Darmstadt)
- 2017: Aischylos: Orestie (Elektra) – Regie: Gustav Rueb (Staatstheater Darmstadt)
- 2018–2019: Das weiße Band – Eine deutsche Kindergeschichte (Eva/Anni) – Regie: Christoph Frick (Staatstheater Darmstadt)
- 2018–2019: Bertolt Brecht: Die Dreigroschenoper (Lucy, Trauerweiden-Walter) – Regie: Philip Tiedemann (Staatstheater Darmstadt)
- 2018–2019: Jules Verne: Die Reise in 80 Tagen um die Erde (Aouda) – Regie: Eike Hannemann (Staatstheater Darmstadt)
- 2019: George Brant: Am Boden. Grounded (Pilotin) – Regie: Richard Wagner (Staatstheater Darmstadt)
- 2020: Peter Richter: 89/90 (Spielerin) – Regie: Julia Prechsl (Theater Münster)
- 2021: William Shakespeare: Was ihr wollt (Olivia, eine Gräfin) – Regie: Julia Prechsl (Theater Münster)
- 2022: Virginie Despentes: Apokalypse Baby (Lucy) – Regie: Tobias Dömer (Theater Münster)
- 2022: Alasdair Middleton: Das Labyrinth (Minos) – Regie: Victoria Stevens (Theater Heidelberg)
- 2022: Svenja Viola Bungarten: Maria Magda (Magda) – Regie: Brit Bartkowiak (Theater Heidelberg)
- 2023: Ivana Sokola: Pirsch (Lene, eine Polizistin) – Regie: Jana Vetten (Theater Heidelberg)
- 2024: Hal Ashby: Harold und Maude (Nebenrolle) – Regie: Lea Ralfs (Zentraltheater München)
- 2024: Michel Marc Bouchard: Die Nacht, als Laurier erwachte (Mireille) – Regie: Michael Letmathe (Deutsches Theater Göttingen)

## Hörspiele
- 2013: Christina Maria Landerl: Drei, vier Räume (Sprecherin) – Regie: Ulrich Lampen (Hörspiel – SWR)
- 2016: Salah Naoura: Superflashboy (Sprecherin) – Regie: Robert Schoen (Kinderhörspiel – HR/NDR)
- 2018: Sandra Kellein: 75 Cent (Sprecherin) – Regie: Ulrich Lampen (Hörspiel – SWR)
- 2019: Heike Geißler: Liebe X, lieber X. Briefe an alle (Sprecherin) – Regie: Ulrich Lampen (Hörspiel – SWR)
- 2019: Dominique Manotti: Ausbruch (Sprecherin) Regie: Ulrich Lampen (Kriminalhörspiel – SWR/NDR)

## Leseaufführungen
- 2013: Marie T. Martin: Winterreise (Sprecherin) – Regie: Ulrich Lampen (Klappstuhllesung – SWR)
- 2014: Lene Albrecht: Grenzkontrolle (Sprecherin) – Regie: Ulrich Lampen (Klappstuhllesung  – SWR)
- 2021: Frida Michelson: Ich überlebte Rumbula – (Villa Merländer, Krefeld)